# Mustraba
Mustraba (Mustmossen eller Svartmossen) är en mosse i sydvästra Estland. Den ligger i Paikuse kommun i landskapet Pärnumaa, 120 km söder om huvudstaden Tallinn.
Trakten ingår i den hemiboreala klimatzonen. Årsmedeltemperaturen i trakten är 3 °C. Den varmaste månaden är juli, då medeltemperaturen är 17 °C, och den kallaste är februari, med −10 °C.